# Комаров, Геннадий Павлович
Генна́дий Па́влович Комаро́в (род. 2 июня 1941 года, в селе Красново Ухтомского района Московской области) — начальник Восточно-Сибирской железной дороги в 1988 - 2000 годах, Почётный гражданин города Иркутска (2005).

## Биография
Окончил Красноярский техникум железнодорожного транспорта в 1962 году. Работал помощником машиниста в локомотивном депо Нижнеудинск, заместителем начальника и начальником Тайшетского отделения, начальником Иркутского отделения ВСЖД.
С 1988 по 2000 годы занимал пост начальника Восточно-Сибирской железной дороги. Постановлением правительства РФ от 28 марта 2000 назначен на должность начальника Октябрьской железной дороги.

## Награды
- Орден «Знак Почета»,
- Орден Трудового Красного Знамени,
- Орден «За заслуги перед Отечеством» 4 ст.
- Заслуженный работник транспорта РФ
- Лучший менеджер России с присуждением премии им. Петра Великого
- Почётный гражданин города Иркутска (5 июня 2005)[1].